# Station Czarna Białostocka Fabryka
Station Czarna Białostocka Fabryka is een spoorwegstation voor goederenverkeer in de Poolse plaats Czarna Białostocka.